# Cantó de Clarmont d'Alvèrnia Est
El cantó de Clarmont d'Alvèrnia Est és un cantó francès del departament del Puèi Domat, situat al districte de Clarmont d'Alvèrnia. Compta amb part del municipi de Clarmont d'Alvèrnia.

## Municipis
- Clarmont d'Alvèrnia

## Història
| Data d'elecció                           | Identitat        | Partit           | Qualitat |
| ---------------------------------------- | ---------------- | ---------------- | -------- |
| 1964-1970                                | M. Simonnet      | SFIO             |          |
| 1970-1982                                | Maurice Pourchon | SFIO, després PS |          |
| 1982-1988                                | Juliette Chancel | PS               |          |
| 1988-1997                                | Serge Godard     | PS               |          |
| 1997-                                    | Mireille Lacombe | PS               |          |
| les dades anteriors no són pas conegudes |                  |                  |          |
|                                          |                  |                  |          |

## Demografia
| 1962 | 1968 | 1975 | 1982 | 1990 | 1999 | 2007   |
| ---- | ---- | ---- | ---- | ---- | ---- | ------ |
| -    | -    | -    | -    | -    | -    | 13.950 |